# 焊工
焊工是指會使用焊接设备的技工。焊接由於比較危險，烧伤的风险很大，所以焊工在焊接時會採取适当防護措施，例如戴上厚重的皮手套、防具並穿上长袖衣服，以避免皮膚暴露。